# Kaiserin-Augusta-Straße
Kaiserin-Augusta-Straße is een station van de metro van Berlijn, gelegen onder de Tempelhofer Damm in het stadsdeel Tempelhof. Station Kaiserin-Augusta-Straße werd geopend op 28 februari 1966 en maakt deel uit van lijn U6. Het station dankt zijn naam aan een zijstraat van de Tempelhofer Damm die genoemd is naar Augusta van Saksen-Weimar-Eisenach, vrouw van de eerste Duitse keizer, Wilhelm I.
De bouw van het zuidelijke deel van de U6 (Tempelhof - Alt-Mariendorf) begon in 1961. Vijf jaar later kwam het volledig onder de Tempelhofer en Mariendorfer Damm gelegen traject waarvan station Kaiserin-Augusta-Straße deel uitmaakt in gebruik. Senatsbaudirektor Rainer Rümmler was verantwoordelijk voor het ontwerp van de stations op dit deel van de lijn, die een standaarduiterlijk kregen. Station Kaiserin-Augusta-Straße was oorspronkelijk vrijwel identiek aan het naburige metrostation Alt-Tempelhof, maar in de loop der jaren lieten de betegeling van de wanden langs de sporen steeds meer los. Uiteindelijk besloot men de tegels geheel te verwijderen en het achterliggende beton donkergroen te verven. De vierkante zuilen op het perron behielden wel hun bekleding en zijn gehuld in het wit.
Aan beide uiteinden van het eilandperron leiden trappen en roltrappen naar de Tempelhofer Damm, ter hoogte van de Albrechtstraße (noord) en de Kaiserin-Augusta-Straße (zuid). Uiteindelijk moeten alle Berlijnse metrostations volledig toegankelijk zijn voor mindervaliden; station Kaiserin-Augusta-Straße zal volgens de prioriteitenlijst van de Berlijnse Senaat echter pas na 2010 van een lift voorzien worden.